# 五ツ橋通

仙台市の道路愛称事業では南町通との交差点以南が五ツ橋通とされている。

五ツ橋通（いつつばしどおり）は、宮城県仙台市青葉区にある道路の愛称である。市道片平五橋通線の一部で、南町通と繋がる青葉区片平1丁目付近から愛宕上杉通と交差する五橋駅前交差点までの区間を指す。仙台市の愛称命名道路の1つで、1982年（昭和57年）に命名された。碁盤目状になっている周囲の道路に対して、斜めに走る区間を含む特徴的な道路である。江戸時代の「五橋通」は奥州街道と五橋を結ぶ道路だったが、現在では戦後に延長された部分を含めて「五ツ橋通」である。

## 路線

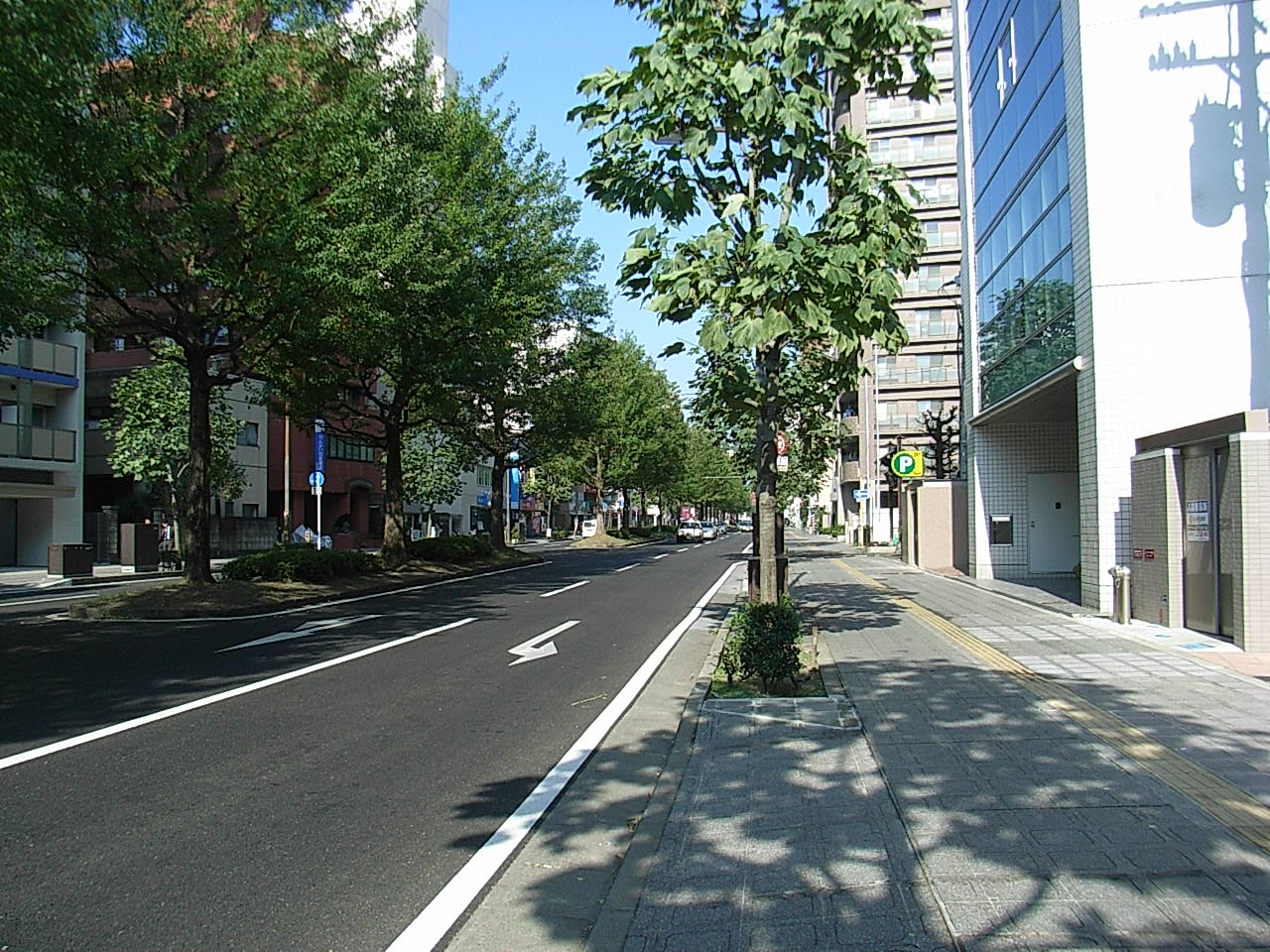
北目町付近の五ツ橋通。（2007年10月）

仙台市は、市道片平五橋通線の一部区間、南町通と繋がる青葉区片平1丁目付近から愛宕上杉通と交差する五橋駅前交差点までの区間を五ツ橋通と命名している。
仙台市道青葉1163号・片平五橋通線は最小幅員17.07メートル、最大幅員43.30メートル、延長1617.1メートルの道路で、仙台市総合道路整備計画における骨格幹線道路網「3環状12放射状線」のうち、最も内側の環状道路である都心環状線の一部を成し、都心部を迂回して西部の仙台西道路（国道48号）と南部の東二番丁通り（国道286号）および愛宕上杉通とを結ぶ。片平五橋通線は起点から東へ直進して良覚院丁庭園前で少しだけ北へ折れ、晩翠通との交差点（仙台高等裁判所前）で南東に折れる。この先は、戦災復興区画整理事業で造られた約600メートルの長い直線区間である。この区間は、碁盤目状になっている道路の中で斜めに走る珍しい区間である。
この区間の南町通との交差点から南東部が五ツ橋通である。五ツ橋通は国分町通、東一番丁通り・柳町通等と縦横に交わって延び、北目町通との分岐部から南進する。この約350メートルの区間は江戸時代の奥州街道に当たり、かつては北側が北目町、南側が染師町（後の上染師町）と呼ばれていた。上染師町の中程で十字路に至り、ここから五ツ橋通は東側に続く。十字路の南側は田町通り、西側はかつての七軒丁である。東に進んだ五ツ橋通は東二番丁通りを横切って愛宕上杉通と交差する五橋駅前交差点で終わるが、この交差点から東へは連坊小路が続いている。

## 歴史
五橋および五橋通の町名は、江戸時代からあった。この時の五橋通は、奥州街道との交点から東側の清水小路（現在の愛宕上杉通）との交差点である五橋へ延びる東西道路だった。現在の五ツ橋通のうち、五橋駅前交差点（愛宕上杉通）から西側に延びる部分がそれに当たる。仙台城の城下町において、「○○通」は「○○に至る道」を意味する。五橋へ至る道である故に五橋通だった。
戦後、戦災復興の区画整理事業によってかつての五橋通は北西方向に延長され、現在は延長部分も含めて「五ツ橋通」と称される。

## 交差する道路
| 交差する道路                                     | 交差する道路                                | 交差点   | 路線番号                   | 道路愛称 | その他       |
| 南・西方向                                       | 北・東方向                                  | 交差点   | 路線番号                   | 道路愛称 | その他       |
| ------------------------------------------------ | ------------------------------------------- | -------- | -------------------------- | -------- | ------------ |
| 市道青葉1163号片平五橋通線＜南町通＞             |                                             |          |                            |          |              |
| 市道青葉1236号一番町一丁目1号線                  | 市道青葉1165号南町通1号線＜南町通＞         |          | 市道青葉1163号片平五橋通線 | 五ツ橋通 |              |
| 市道青葉1235号本荒町線＜本荒町通り＞             |                                             |          | 市道青葉1163号片平五橋通線 | 五ツ橋通 |              |
| 市道青葉1158号国分町通線＜国分町通＞＜奥州街道＞ |                                             |          | 市道青葉1163号片平五橋通線 | 五ツ橋通 |              |
| 市道青葉1241号袋町線＜柳町通＞＜奥州街道＞       |                                             |          | 市道青葉1163号片平五橋通線 | 五ツ橋通 |              |
| 市道青葉1239号一番町一丁目4号線＜道場小路＞      | 市道青葉1157号東一番丁線＜東一番丁通り＞    |          | 市道青葉1163号片平五橋通線 | 五ツ橋通 |              |
| 市道青葉1244号北目町新丁線                       |                                             |          | 市道青葉1163号片平五橋通線 | 五ツ橋通 |              |
| 市道青葉1299号区画街路南54号線                   |                                             |          | 市道青葉1163号片平五橋通線 | 五ツ橋通 |              |
|                                                  | 市道青葉1241号袋町線＜奥州街道＞            |          | 市道青葉1163号片平五橋通線 | 五ツ橋通 | ＜奥州街道＞ |
| 市道青葉1262号区画街路南9号線                    | 市道青葉1164号北目町通線＜北目町通＞        | 北目町   | 市道青葉1163号片平五橋通線 | 五ツ橋通 | ＜奥州街道＞ |
| 市道青葉1300号区画街路南55号線                   |                                             |          | 市道青葉1163号片平五橋通線 | 五ツ橋通 | ＜奥州街道＞ |
| 市道青葉1306号鉄砲横丁線＜鉄砲横丁＞             | 市道青葉1252号北目町1号線＜鉄砲横丁＞       |          | 市道青葉1163号片平五橋通線 | 五ツ橋通 | ＜奥州街道＞ |
| 市道青葉1253号五橋二丁目1号線                    |                                             |          | 市道青葉1163号片平五橋通線 | 五ツ橋通 | ＜奥州街道＞ |
| 市道青葉1307号七軒丁線＜七軒丁＞                 |                                             |          | 市道青葉1163号片平五橋通線 | 五ツ橋通 | ＜奥州街道＞ |
| 市道青葉1308号上染師町線＜田町通り＞＜奥州街道＞ |                                             |          | 市道青葉1163号片平五橋通線 | 五ツ橋通 | ＜奥州街道＞ |
| 国道286号＜東二番町通り＞                        | 国道286号＜東二番町通り＞                   | 五ッ橋   | 市道青葉1163号片平五橋通線 | 五ツ橋通 |              |
|                                                  | 市道青葉1156号東三番丁線＜東三番丁通り＞    |          | 市道青葉1163号片平五橋通線 | 五ツ橋通 |              |
| 市道青葉1154号愛宕上杉通2号線＜愛宕上杉通＞      | 市道青葉1154号愛宕上杉通2号線＜愛宕上杉通＞ | 五橋駅前 | 市道青葉1163号片平五橋通線 | 五ツ橋通 |              |
| 市道若林50号連坊小路線＜連坊小路＞               |                                             |          |                            |          |              |

## 沿道の施設など
- ゆうちょ銀行仙台貯金事務センター別館
- 東北大学片平キャンパス
- 仙台市立五橋中学校
- 仙台市地下鉄南北線五橋駅